# Tonny Ahm
Tonny Kristine Ahm (* 21. September 1914; † 7. April 1993, geborene Tonny Olsen) war eine dänische Badmintonspielerin. Sie war eine der bedeutendsten Akteurinnen in dieser Sportart in den 1930er, 1940er und 1950er Jahren.

## Karriere
Schon 1934 gewann sie die Dutch Open, einen Titel, den sie in den folgenden zwei Jahren verteidigen konnte. Sie siegte außerdem bei den Scotland Open, den Denmark Open und den All England, den damaligen inoffiziellen Weltmeisterschaften. Insgesamt konnte sie dort 12 Titel erkämpfen.

## Sportliche Erfolge
| Saison    | Veranstaltung                                         | Disziplin   | Platz | Name                                                     |
| --------- | ----------------------------------------------------- | ----------- | ----- | -------------------------------------------------------- |
| 1934      | Dutch Open                                            | Damendoppel | 1     | Bodil Clausen / Tonny Olsen                              |
| 1935      | Dutch Open                                            | Dameneinzel | 1     | Tonny Olsen                                              |
| 1935      | Dutch Open                                            | Mixed       | 1     | K. Sandvad / Tonny Olsen                                 |
| 1935      | Dutch Open                                            | Damendoppel | 1     | Bodil Clausen / Tonny Olsen                              |
| 1936      | Denmark Open                                          | Damendoppel | 1     | Tonny Olsen / Bodil Riise                                |
| 1935/1936 | Dänische Meisterschaft                                | Damendoppel | 1     | Bodil Strømann, Skovshoved IF / Tonny Olsen, Gentofte BK |
| 1935/1936 | Dänemark: Einzelmeisterschaften                       | Mixed       | 1     | Poul Vagn Nielsen / Tonny Olsen, Gentofte BK             |
| 1936      | Dutch Open                                            | Dameneinzel | 1     | Tonny Olsen                                              |
| 1936      | Dutch Open                                            | Damendoppel | 1     | Bodil Strøman / Tonny Olsen                              |
| 1936      | Dutch Open                                            | Mixed       | 1     | K. Sandvad / Tonny Olsen                                 |
| 1937      | Denmark Open                                          | Dameneinzel | 1     | Tonny Olsen                                              |
| 1938      | Denmark Open                                          | Damendoppel | 1     | Tonny Olsen / Bodil Riise                                |
| 1937/1938 | Dänemark: Einzelmeisterschaften                       | Dameneinzel | 1     | Tonny Olsen, Gentofte BK                                 |
| 1937/1938 | Dänemark: Einzelmeisterschaften                       | Damendoppel | 1     | Bodil Rise / Tonny Olsen, Gentofte BK                    |
| 1938/1939 | Dänemark: Einzelmeisterschaften                       | Dameneinzel | 1     | Tonny Olsen, GentofteBK                                  |
| 1939      | Denmark Open                                          | Dameneinzel | 1     | Tonny Olsen                                              |
| 1938/1939 | Dänemark: Einzelmeisterschaften                       | Damendoppel | 1     | Bodil Rise / Tonny Olsen, Gentofte BK                    |
| 1939      | All England                                           | Damendoppel | 1     | Ruth Dalsgaard / Tonny Olsen                             |
| 1939/1940 | Dänemark: Einzelmeisterschaften                       | Damendoppel | 1     | Bodil Duus / Tonny Olsen, Gentofte BK                    |
| 1939/1940 | Dänemark: Einzelmeisterschaften                       | Dameneinzel | 1     | Tonny Olsen, Gentofte BK                                 |
| 1941/1942 | Dänemark: Einzelmeisterschaften                       | Dameneinzel | 1     | Tonny Olsen, Gentofte BK                                 |
| 1942/1943 | Dänemark: Einzelmeisterschaften                       | Damendoppel | 1     | Agnete Friis, Odense BK / Tonny Olsen, Gentofte BK       |
| 1942/1943 | Dänemark: Einzelmeisterschaften                       | Dameneinzel | 1     | Tonny Olsen, Gentofte BK                                 |
| 1944/1945 | Dänemark: Einzelmeisterschaften                       | Dameneinzel | 1     | Tonny Olsen, Gentofte BK                                 |
| 1945/1946 | Dänemark: Einzelmeisterschaften                       | Dameneinzel | 1     | Tonny Olsen, Gentofte BK                                 |
| 1945/1946 | Dänemark: Einzelmeisterschaften                       | Damendoppel | 1     | Agnete Friis / Tonny Olsen, Gentofte BK                  |
| 1945/1946 | Dänemark: Internationale Meisterschaften              | Dameneinzel | 1     | Tonny Olsen                                              |
| 1946/1947 | Dänemark: Einzelmeisterschaften                       | Damendoppel | 1     | Agnete Friis / Tonny Ahm, Gentofte BK                    |
| 1946/1947 | Dänemark: Internationale Meisterschaften              | Dameneinzel | 1     | Tonny Olsen                                              |
| 1947      | All England                                           | Mixed       | 1     | Poul Holm / Tonny Ahm                                    |
| 1947      | All England                                           | Damendoppel | 1     | Tonny Ahm / Kirsten Thorndahl                            |
| 1947/1948 | Dänemark: Internationale Meisterschaften              | Dameneinzel | 1     | Tonny Olsen                                              |
| 1947/1948 | Dänemark: Internationale Meisterschaften              | Damendoppel | 1     | Tonny Ahm / Kirsten Thorndahl                            |
| 1947/1948 | Dänemark: Einzelmeisterschaften                       | Mixed       | 1     | Jørn Skaarup, Frederiksberg BK / Tonny Ahm, Gentofte BK  |
| 1947/1948 | Dänemark: Einzelmeisterschaften                       | Damendoppel | 1     | Agnete Friis / Tonny Ahm, Gentofte BK                    |
| 1947/1948 | Dänemark: Einzelmeisterschaften                       | Dameneinzel | 1     | Tonny Ahm, Gentofte BK                                   |
| 1948      | All England                                           | Dameneinzel | 2     | Tonny Ahm                                                |
| 1948/1949 | Dänemark: Internationale Meisterschaften              | Mixed       | 1     | Chan Kon Leong (Malaya) / Tonny Ahm                      |
| 1948/1949 | Dänemark: Einzelmeisterschaften                       | Dameneinzel | 1     | Tonny Ahm, Gentofte BK                                   |
| 1948/1949 | Dänemark: Internationale Meisterschaften              | Dameneinzel | 1     | Tonny Olsen                                              |
| 1949      | England: Internationale Meisterschaften - All England | Damendoppel | 2     | Tonny Ahm / Kirsten Thorndahl                            |
| 1949/1950 | Dänemark: Einzelmeisterschaften                       | Mixed       | 1     | Poul Holm / Tonny Ahm, Gentofte BK                       |
| 1949/1950 | Dänemark: Internationale Meisterschaften              | Dameneinzel | 1     | Tonny Olsen                                              |
| 1949/1950 | Dänemark: Einzelmeisterschaften                       | Dameneinzel | 1     | Tonny Ahm, Gentofte BK                                   |
| 1949/1950 | Dänemark: Internationale Meisterschaften              | Mixed       | 1     | Børge Frederiksen / Tonny Ahm                            |
| 1950      | England: Internationale Meisterschaften - All England | Mixed       | 1     | Poul Holm / Tonny Ahm                                    |
| 1950      | England: Internationale Meisterschaften - All England | Damendoppel | 1     | Tonny Ahm / Kirsten Thorndahl                            |
| 1950      | England: Internationale Meisterschaften - All England | Dameneinzel | 1     | Tonny Ahm                                                |
| 1950/1951 | Dänemark: Einzelmeisterschaften                       | Damendoppel | 1     | Aase Schiøtt Jacobsen / Tonny Ahm, Gentofte BK           |
| 1950/1951 | Dänemark: Internationale Meisterschaften              | Dameneinzel | 1     | Tonny Olsen                                              |
| 1951      | England: Internationale Meisterschaften - All England | Dameneinzel | 2     | Tonny Ahm                                                |
| 1951      | England: Internationale Meisterschaften - All England | Mixed       | 1     | Poul Holm / Tonny Ahm                                    |
| 1951      | England: Internationale Meisterschaften - All England | Damendoppel | 1     | Tonny Ahm / Kirsten Thorndahl                            |
| 1951/1952 | Dänemark: Internationale Meisterschaften              | Mixed       | 1     | David Choong (Malaya) / Tonny Ahm                        |
| 1951/1952 | Dänemark: Einzelmeisterschaften                       | Mixed       | 1     | Poul Holm / Tonny Ahm, Gentofte BK                       |
| 1951/1952 | Dänemark: Einzelmeisterschaften                       | Dameneinzel | 1     | Tonny Ahm, Gentofte BK                                   |
| 1952      | England: Internationale Meisterschaften - All England | Damendoppel | 1     | Tonny Ahm / Aase Schiøtt Jacobsen                        |
| 1952      | England: Internationale Meisterschaften - All England | Dameneinzel | 1     | Tonny Ahm                                                |
| 1952      | England: Internationale Meisterschaften - All England | Mixed       | 1     | Poul Holm / Tonny Ahm                                    |
| 1956/1957 | Dänemark: Einzelmeisterschaften                       | Dameneinzel | 1     | Tonny Ahm, Gentofte BK                                   |
| 1957      | Schottland: Internationale Meisterschaften            | Damendoppel | 1     | Tonny Ahm / Tonny Petersen                               |
| 1957      | Schottland: Internationale Meisterschaften            | Dameneinzel | 1     | Tonny Ahm                                                |